# Winchester Castle (Schiff)
Die Winchester Castle war ein 1930 in Dienst gestelltes Passagierschiff, das für die britische Reederei Union-Castle Line im Passagier- und Postverkehr zwischen Großbritannien und Südafrika eingesetzt wurde. Sie diente als Hilfskreuzer und Truppentransporter im Zweiten Weltkrieg und wurde 1969 außer Dienst gestellt.

## Das Schiff
Das 20.019 Bruttoregistertonnen (BRT) große Motorschiff Winchester Castle wurde bei Harland & Wolff im nordirischen Belfast gebaut und lief am 19. November 1926 vom Stapel. Das 192,33 Meter lange und 22,86 Meter breite Schiff hatte einen Schornstein, zwei Masten und zwei Propeller. Die Baukosten beliefen sich auf 1.080.493 Pfund Sterling. Versichert war das Schiff mit 924.000 Pfund Sterling (nach damaligem Geldwert). Die Winchester Castle war mit Echolot und Gerätschaften zur drahtlosen Richtungsfindung (wireless direction finding) ausgestattet.
Sie war das Schwesterschiff der Warwick Castle (20.107 BRT), die wenige Monate später ebenfalls bei Harland & Wolff vom Stapel lief. Beide Schiffe wurden mit je zwei Dieselmotoren angetrieben, die 3370 PS leisteten. Die Höchstgeschwindigkeit lag bei 20 Knoten (37 km/h). An Bord war Platz für 189 Passagiere in der Ersten Klasse und 389 Passagiere in der Touristenklasse. Die Winchester Castle war nach der 1926 in Dienst gestellten Carnarvon Castle (20.063 BRT) erst das zweite Motorschiff der Union-Castle Line und das zweite Schiff der Reederei, das die 20.000 BRT-Marke übertraf. Die Winchester Castle war in London registriert und lief am 24. Oktober 1930 in Southampton zu ihrer Jungfernfahrt nach Südafrika aus. Dabei steuerte sie die Häfen von Port Elizabeth, Port Natal, East London und Kapstadt an. Diese Route behielt sie bis zum Krieg bei.
Am 16. Februar 1936 lief die Winchester Castle mit 341 Besatzungsmitgliedern und 336 Passagieren an Bord bei Blacknor Point an der Westküste der Isle of Portland auf Grund. Für den Kapitän des Schiffs, John Holman Kerbey, sollte es die letzte Fahrt vor seiner Pensionierung sein. Das Schiff kam ohne fremde Hilfe mit der nächsten Flut klar; es gab keine Verletzten. Trotzdem wurde der Vorfall vom Board of Trade unter dem Vorsitz von Richter John Harris eingehend untersucht. Die Untersuchungskommission kam zu dem Schluss, dass mangelhafte Kurs- und Positionsbestimmungen zu dem Unglück geführt hatten. Kapitän Kerbey wurde die Hauptschuld gegeben.
Im Zweiten Weltkrieg wurde die Winchester Castle wie viele andere Schiffe aus der Union-Castle-Flotte als Hilfskreuzer verwendet. Sie nahm unter anderem an der Landung der Alliierten auf Madagaskar (Operation Ironclad) im Mai 1942 und an der Invasion von Französisch-Nordafrika (Operation Torch) im November 1942 teil. Dem Kriegsende schlossen sich mehrere Jahre als Auswandererschiff an, bis sie im September 1949 wieder ihren Postdienst nach Südafrika aufnahm. 1969 wurde die Winchester Castle nach 39 Dienstjahren außer Dienst gestellt und abgewrackt.